# テリー・テイラー (バスケットボール)
テリー・テイラー（Terry Taylor , 1999年9月23日 - ）は、アメリカ合衆国・ケンタッキー州ボーリンググリーン出身のプロバスケットボール選手。現在はFA。ポジションはスモールフォワード。

## 経歴

### フォートウェイン・マッドアンツ
オースティン・ピー州立大学で4年間プレーした後、2021年のNBAドラフトにエントリーした。迎えたドラフトではどのチームからも指名されなかったが、2021年8月5日にドラフト外FAとしてインディアナ・ペイサーズと契約した。しかし、10月15日に解雇され、その9日後にペイサーズの傘下チームであるフォートウェイン・マッドアンツと契約した。

### インディアナ・ペイサーズ
2021年12月15日、インディアナ・ペイサーズとツーウェイ契約を結んだ。2022年2月2日のオーランド・マジック戦で24得点・16リバウンドと、いずれも自己最多記録を更新した。1年目の2021-22シーズンは、NBAで33試合(7先発)に平均21.6分の出場で9.6得点・5.2リバウンド・1.2アシスト・0.4スティールなどを記録した。

### シカゴ・ブルズ
2023年2月21日にシカゴ・ブルズとツー・ウェイ契約を締結して加入したが、翌2024年4月4日に解雇された。

## 個人成績

### レギュラーシーズン
| シーズン  | チーム    | GP | GS | MPG  | FG%  | 3P%   | FT%  | RPG | APG | SPG | BPG | TO | PPG |
| --------- | --------- | -- | -- | ---- | ---- | ----- | ---- | --- | --- | --- | --- | -- | --- |
| 2021–22   | IND       | 33 | 7  | 21.6 | .614 | .316  | .706 | 5.2 | 1.2 | .4  | .2  | .7 | 9.6 |
| 2022–23   | IND       | 26 | 2  | 8.8  | .462 | .222  | .714 | 1.5 | .4  | .1  | .2  | .3 | 2.7 |
| 2022–23   | CHI       | 5  | 0  | 7.2  | .900 | 1.000 | .250 | 1.6 | .0  | .0  | .2  | .0 | 4.0 |
| 2022-23計 | CHI       | 31 | 2  | 8.5  | .520 | .263  | .545 | 1.5 | .3  | .1  | .2  | .3 | 2.9 |
| 2023–24   | CHI       | 31 | 0  | 6.1  | .513 | .222  | .800 | 1.2 | .3  | .2  | .1  | .2 | 1.5 |
| 通算：3年 | 通算：3年 | 95 | 9  | 12.3 | .581 | .288  | .687 | 2.7 | .6  | .2  | .2  | .4 | 4.8 |